# Pasea Extension
Pasea Extension es una localidad de Trinidad y Tobago, que forma parte de la región de Tunapuna-Piarco.

## Geografía
La localidad abarca parte de la isla Trinidad y limita al norte con St. Augustine, Tunapuna, Macoya y Trincity, al sur con La Paille Village, Caroni Village y Kelly Village, al este con Dinsley-Trincity y Oropuna Village-Piarco y al oeste con St. Augustine South.

## Demografía
Datos demográficos de la localidad de Pasea Extension:
| Gráfica de evolución demográfica de Pasea Extension entre 2000 y 2011 |
|                                                                       |